# Distichon
Een distichon (mv. disticha) is een gedicht of een strofe van een gedicht, bestaande uit twee regels. Uit het Grieks: di = twee, stichos = dichtregel.
regen beweegt het blad
dronkenschap mijn tong
(Lucebert)